# Zelzal-1
Zelzal-1 (persa: زلزال-۱ , que significa "Terremoto-1") es un cohete de artillería pesada de fabricación iraní con un alcance estimado de 160 km. Se cree que es propiedad de las Fuerzas Armadas iraníes y de Hezbolá. El cohete recibió relativamente poco uso, pero fue la base del más exitoso cohete de artillería Zelzal-2.